# Aphanostoma album
Aphanostoma album är en plattmaskart som beskrevs av Jürgen Dörjes 1968. Aphanostoma album ingår i släktet Aphanostoma och familjen Isodiametridae. Inga underarter finns listade i Catalogue of Life.